# USS Greyhound: Bătălie în Atlantic
USS Greyhound: Bătălie în Atlantic (în engleză Greyhound) este un film de război regizat de Aaron Schneider după un scenariu de Tom Hanks (care a jucat și rolul ofițerului la comandă de pe USS Keeling, nume de cod Greyhound). A fost produs în Statele Unite ale Americii de studiourile Columbia Pictures și a avut premiera la 8 mai 2020, fiind distribuit de Sony Pictures Releasing. Coloana sonoră este compusă de Blake Neely. Cheltuielile de producție s-au ridicat la 50.300.000 dolari americani.
Este bazat pe cartea The Good Shepherd (1955) de C.S. Forester care ilustrează dificultățiile Bătăliei Atlanticului: lupta împotriva mării, a inamicului și epuizarea provocată de o vigilență constantă. Detaliază, de asemenea, problemele radarului timpuriu și a echipamentelor ASDIC disponibile și comunicațiile slabe între flotă și amiralitate folosind radioul pe unde scurte și criptografia manuală timpurie.

## Prezentare
În timpul bătăliei Atlanticului, convoiul HX-25, format din 37 de nave aliate, este în drum dinspre America spre Liverpool. Escorta convoiului este formată din distrugătorul clasa Fletcher USS Keeling, denumire radio Greyhound; distrugătorul britanic clasa Tribal, HMS James, denumire radio Harry; distrugătorul polonez clasa Grom ORP Viktor (cu un ofițer Royal Navy la radio), denumire radio Eagle și corveta canadiană clasa Flower, HMCS Dodge, denumire radio Dickie. Navele escortă se află sub comanda comandantului american Ernest Krause aflat la bordul distrugătorului Greyhound; în ciuda vechimii sale, este prima sa misiune de război.
Convoiul ajunge în „Groapa Neagră” - un loc din mijlocul Atlanticului în care nu au protecție aeriană. Durează încă trei zile până vor avea protecție aeriană din partea britanică, moment în care HUFFDUFF raportează către Greyhound că a interceptat transmisii germane care probabil provin de pe un submarin U-boat. Echipajul de pe Greyhound identifică un submarin german la suprafață care se îndreaptă spre convoi. Greyhound se îndepărtează de convoi pentru a-l intercepta și a-l aduce în raza sa de tragere, dar submarinul se scufundă înainte ca Greyhound să poată avea un contact vizual. După ce contactul sonar este restabilit, Krause duce Greyhound  deasupra submarinului și cu un tir complet de bombe de adâncime, reușește să distrugă submarinul.  
Bucuria echipajului este scurtă deoarece sosesc în curând rapoarte despre rachete de semnalizare SOS din spatele convoiului. O navă comercială greacă a fost atacată și se scufundă. Krause mută Greyhound pentru a o ajuta, ferindu-se de torpilele trase de un alt submarin german. După această operațiune de salvare Greyhound se întoarce în convoi unde primește mai multe mesaje de la celelalte escorte: o haită de submarine se află în afara razei de tragere a convoiului, așteptând căderea nopții pentru a putea ataca cu mai mult succes. Odată cu căderea nopții, atacul începe și cinci nave comerciale sunt torpilate și scufundate. Un petrolier este aruncat în aer și Krause alege să-i salveze pe supraviețuitori, deși știe că există alte acțiuni inamice în spatele convoiului.
A doua zi, submarinele atacă Greyhound. Un căpitan de submarin, prin transmisie radio, se numește Lupul Gri și amenință că va scufunda toate navele aliate. Submarinele lansează mai multe torpile, de care Greyhound abia reușește să se ferească. Între timp, atât Dickie, cât și Eagle sunt avariate, iar Eagle în cele din urmă este scufundat. Greyhound și Dickie fac echipă pentru a scufunda unul dintre submarine. Greyhound este lovit și Krause alege să încalce tăcerea radio prin transmiterea unui singur cuvânt, „ajutor” către Amiralitate.
În ultima zi în Groapa Neagră, submarinele lansează un ultim atac la scară largă. Una dintre torpile trece de-a lungul navei Greyhound, atingând-o fără să explodeze, în timp ce distrugătorul abia reușește să se ferească de alta. După lupte grele, Greyhound reușește să scufunde submarinul. Spre ușurarea tuturor, apar avioane desfășurate de comandamentul britanic de coastă. Cu suport aerian, bombardierul PBY Catalina distruge ultimul submarin nazist.
În timp ce evaluează daunele, Krause este contactat radio de comandantul britanic de pe HMS Diamond care spune că misiunea sa s-a terminat și trimite navele la reparații. În timp ce stabilesc noul curs, echipajul navelor aliate salută echipajul de pe Greyhound pentru victoria sa, în timp ce Krause se odihnește prima dată după mai multe zile.

## Distribuție
Rolurile principale au fost interpretate de actorii:

- Tom Hanks - Commander Ernest Krause, ofițer de comandă al USS Keeling, nume de cod Greyhound
- Stephen Graham - Lieutenant Commander Charlie Cole, Krause's executive officer
- Rob Morgan - George Cleveland, Mess Attendant 2nd Class
- Elisabeth Shue - Evelyn Frechette, Ernest's love interest
- Manuel Garcia-Rulfo - Melvin Lopez
- Karl Glusman - Red Eppstein
- Tom Brittney - Lieutenant Baby Face Watson
- Jake Ventimiglia - Harry Fippler[3]
- Matt Helm - Lieutenant J. Edgar Nystrom
- Joseph Poliquin - Herbert Forbrick
- Devin Druid - Homer Wallace
- Maximilian Osinski - voice of Eagle
- Dominic Keating - voice of Harry
- Grayson Russell - Signalman #1
- Dave Davis - Boatswain's Mate #1
- Michael Benz - Lieutenant Carling
- Travis Przybylski - LTJG Dawson
- Josh Wiggins - Talker #1
- Chet Hanks - Bushnell
- Ian James Corlett - vocea Dickie
- Thomas Kretschmann - vocea Lupului Gri